# Lessonia rufa
El  negrito austral (Lessonia rufa), también denominado negrito (en Argentina, Bolivia, Paraguay y Uruguay), sobrepuesto (en Argentina, Paraguay y Uruguay), sobrepuesto común o austral (en Argentina), colegial o  colegial austral (en Chile), es una especie de ave paseriforme de la familia Tyrannidae una de las dos pertenecientes al género Lessonia. Es nativo del sur de América del Sur.

## Distribución y hábitat

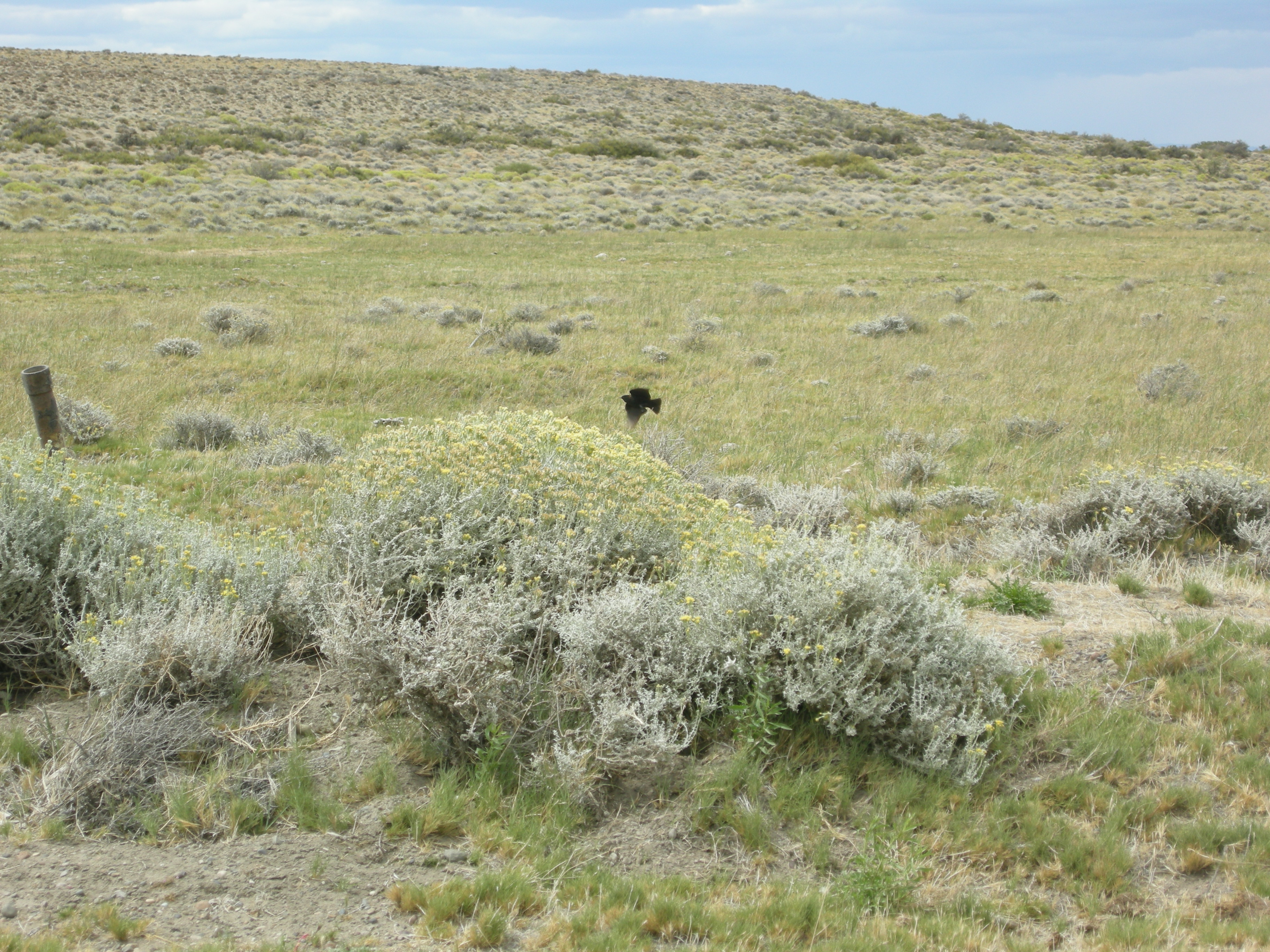
Pastizales en Sarmiento, Chubut, Patagonia argentina, ejemplo de hábitat de la especie.

Se reproduce desde el centro de Argentina (desde Mendoza y La Pampa) y centro de Chile (desde Coquimbo) hacia el sur hasta Tierra del Fuego, y migra hacia el norte hasta el norte de Chile, Argentina, sur de Bolivia, sur de Brasil, Paraguay y Uruguay. Residente también en las Islas Malvinas y considerando vagante en la Antártida.
Esta especie, conspicua, es considerada común en sus hábitats reproductivos naturales: las áreas con pastos o estériles, generalmente cerca de agua (lagos, lagunas, pantanos, playas) tanto de agua dulce como salinas; principalmente por debajo de los 1000 m de altitud, localmente hasta los 2000 m.

## Sistemática

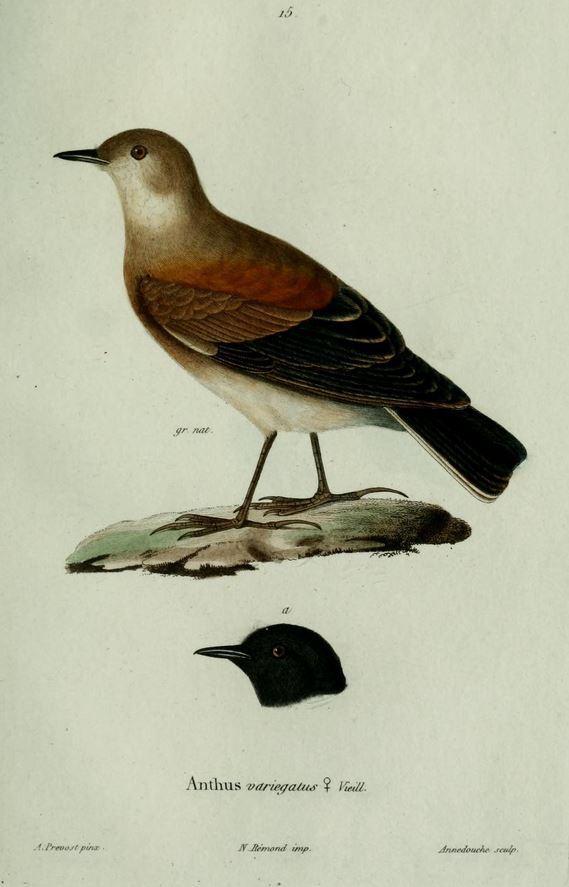
Anthus variegatus, sinónimo de Lessonia rufa, ilustración de 1840.

### Descripción original
La especie L. rufa fue descrita por primera vez por el naturalista alemán Johann Friedrich Gmelin en 1789 bajo el nombre científico Alauda rufa; su localidad tipo es: «Buenos Aires, Argentina».

### Etimología
El nombre genérico femenino «Lessonia» conmemora al naturalista y explorador francés René Primevère Lesson (1794-1849); y el nombre de la especie «rufa», proviene del latín «rufus» que significa ‘rojo, rojizo, rufo’.

### Taxonomía
Ya fue tratada como conespecífica con la otra especie del género, Lessonia oreas. Es monotípica.